# Heinz Hummitzsch
Heinz Hummitzsch (Herzberg, 16 februari 1910 - Frankfurt am Main, 28 juli 1975) was een Duitse SS-officier, die onder meer in het bezette België actief was.

## Levensloop
Hummitzsch, zoon van een meester-bakker, studeerde geschiedenis, aardrijkskunde en Duits aan de universiteiten van Leipzig en München. Hij toonde interesse in Volkstum en in Volksduitsers. Hij ondernam studiereizen naar Sudetenland.
In 1935 werd hij benoemd tot Landdienstführer binnen de Duitse Studentenbond. Hij kwam hierdoor onder de aandacht van de Sicherheitsdienst (SD) van Heinrich Himmler, die hem in dienst nam. Hij vervulde enkele opdrachten in Tsjecho-Slowakije en werd einde 1935 als klerk benoemd op het hoofdbureau van de SD in Berlijn, in de afdeling Volkstum (Volkskunde). Hij werd bij de SD-politie ingezet in 1938 bij de annexatie van Sudetenland en in 1939 bij het inpalmen van wat van Tsjechië overbleef. Hij nam aan de invasie van Polen in de 'Einsatzgruppe IV' deel als expert inzake 'minderheden' en werd in Warschau adviseur voor etnische kwesties bij de commandant van de SD.
In januari 1940 werd hij hoofd van de afdeling 'Volkstumarbeit' in het hoofdbureau van de SD in Berlijn. In april 1941 werd hij naar Maribor gedetacheerd als stafchef bij de herhuisvestingsstaf in Neder-Stiermarken. Deze eenheid moest de hervestiging van Slovenen voorbereiden en uitvoeren. In februari 1942 nam hij deel aan een conferentie van het Reichsministerie voor de Oostelijke gebieden, waarin de germanisering van de Baltische landen werd besproken, met inbegrip van de vernietiging van de Joodse bevolking.
In september 1943 werd hij overgeplaatst naar Brussel, waar hij bij de SD met 'volksbeleidskwesties' werd belast en met relaties met het Vlaamsch Nationaal Verbond. Hij stuurde naar de hoofdzetel van de SS negatieve berichten over de lakse houding van Von Falkenhausen en Reeder. In augustus-september 1944 bekommerde hij zich om de organisatie van de vlucht naar Duitsland van Vlaamse en Waalse collaborateurs. Hij nam nog deel aan het Ardennenoffensief in de winter van 1944 en leidde nadien nog gedurende enkele maanden de SD in Dresden.
Bij het einde van de oorlog nam hij een nieuwe identiteit aan. In 1947 begon hij in Erlangen aan studies geneeskunde. Hij behaalde zijn diploma in 1956 en begon een artsenpraktijk in Ellingen. Vanaf 1961 vestigde hij zich als huisarts in Bruchköbel.
Vanaf het einde van de jaren zestig werd hij mee betrokken in het onderzoek dat in Kiel werd ondernomen tegen de verantwoordelijken van de SD en van de Jodenvervolging in bezet België. Het onderzoek naar zijn betrokkenheid werd stopgezet toen hij in 1975 overleed.

## Carrière
- SS-Sturmbannführer: 1 september 1942[1]
- SS-Hauptsturmführer:[2]

## Lidmaatschapsnummers
- NSDAP-nr.: 4583154[1]
- SS-nr.: 272399[1] (lid geworden 1935[3])